# Prosimetrum
Un prosimetrum (en plural prosimetra) és una forma literària emprada en la literatura llatina que alterna prosa (prosa) i vers (metrum), és a dir, un text compost per segments de prosa i vers. Es troba molt difós en la literatura occidental i oriental. Mentre que el prosimetrum narratiu pot situar el desenvolupament argumental en la prosa amb alguns versos intercalats, en un altre tipus domina el vers amb explicacions ocasionals en prosa dels poemes amb molt poca presència o nul·la de la narració. En el prosimetrum veritable, però, les dues formes literàries d'expressió estan representades en igual o molt semblant proporció.

## Ús del terme
Tot i que aquesta forma ja existia en un gènere literari grec (la sàtira de Menip de Gadara, introduïda també entre els romans per Marc Terenci Varró) el terme prosimetrum apareix per primera vegada en les Rationes dictandi prosaice d'Hug de Bolonya, a la primeria del segle xii. Les fonts difereixen en la data: una la suggereix al voltant del 1119, una altra al voltant del 1130. Hug va dividir-ne l'expressió literària en tres tipus: vers quantitatiu (carmina), vers basat en recompte de síl·labes i assonància (rithmi), i "la forma barrejada... quan una part s'expressa en vers i l'altra part en prosa" (prosimetrum). L'adjectiu derivat prosimètric apareix en anglés ja en la Glossographia de Thomas Blount (1656), en què es defineix com "una part en prosa, una altra part en metre o vers".
En l'antiga tradició nordicoislandesa, les històries vernacles i les sagues familiars que esmenten versos d'altres autors se solen acceptar com a prosimetra. Els versos "inserits" són un tret familiar dels textos històrics extensos, també en les tradicions irlandesa antiga i mitjana. El paper d'aquestes cites en vers dins la narració en prosa varia: se'n poden extraure com a font històrica, citar-se com a corroboració objectiva d'un esdeveniment o recitar-se per un personatge en el diàleg.
Al Japó s'usava una barreja de prosa i haikus anomenada <i>haibun</i>, en què fou un dels pioners el famós Matsuo Bashō. Aquesta forma s'emprava també en la literatura àrab, com a forma característica de l'enginyós gènere de la maqama.
A Occident els prosimetra encara van utilitzar-se durant el segle XVI i la primeria del XVII pel gènere de la novel·la pastoral; després va desaparéixer, tret del teatre musical, en què apareixia en la majoria dels llibrets d'òperes, operetes, obres musicals, oratoris i similars, perquè barrejaven textos en prosa (escenes de discursos, recitatius, veu dels narradors) amb formes metricopoètiques inseparables del cant (àries, cors, corals, etc.). El prosimetrum segurament té la circulació més àmplia en aquesta àrea.

## Exemples
- El Satíricon (segle i), de Petroni
- L'Apoolocyntoss ivi Claudii / Calabacificació del diví Claudi (segle i) de Sèneca
- El Mahabharata
- La consolació de la filosofia (c. 524) de Boeci
- Les mil i una nits (c. 8a centúria?)
- De rectoribus christianis, per Seduli Escot (9a centúria)
- El collaret de la coloma (c. 1022) d'Ibn Hazm
- Cosmographia (c. 1147) de Bernard Silvestre
- Acallam na Senórach / Col·loqui amb els antics (c. 12a centúria)
- Buile Shuibhne / La bogeria de Sweeney (c. 12a centúria)
- Pantheon (1188) de Godofred de Viterbo
- Gesta Danorum (c. 1208) de Saxo Grammaticus
- Aucassin et Nicolette (c. 13a centúria)
- La vita nuova (c. 1295) de Dante Alighieri
- Saga Eyrbyggja (c. 13a centúria)
- Saga de Grettir (c. 14a centúria)
- Arcadia (1504), novel·la pastoral de Jacopo Sannazaro
- Els set llibres de la Diana (1559), novel·la pastoral de Jorge de Montemayor
- The Countess of Pembroke's Arcadia (1590), novel·la pastoral de Philip Sidney
- The Lover's Watch (1686), per Aphra Behn (traducció de La Montre d'amour (1666) de Balthazar de Bonnecorse
- Oku no Hosomichi (1694) de Matsuo Bashō
- Spring and All (1923) de William Carlos Williams
- In Parenthesis (1937) de David Jones
- Pale Fire / Pàl·lid foc (1962) de Vladímir Nabókov